# Cresaptown-Bel Air, Maryland
Cresaptown-Bel Air, Maryland (енгл. Cresaptown-Bel Air) град је у америчкој савезној држави Мериленд.

## Демографија
По попису из 2000. године број становника је 5.884.
| Група             | 2000.         | 2010.    |
| Белци             | 4.589 (78,0%) | 0 (0,0%) |
| Афроамериканци    | 1.220 (20,7%) | 0 (0,0%) |
| Азијати           | 30 (0,5%)     | 0 (0,0%) |
| Хиспаноамериканци | 26 (0,4%)     | 0 (0,0%) |
| Укупно            | 5.884         | 0        |